# رابطه نامتقارن
در ریاضیات یک رابطه نامتقارن رابطه ای دوتایی بر روی مجموعه X است که :
برای همه a و b در مجموعه X، اگر a با b رابطه دارد، آنگاه b با a رابطه نداشته باشد.
در نمادگان ریاضی :
{\displaystyle \forall a,b\in X(aRb\Rightarrow \lnot (bRa))}
برای نمونه، رابطه نابرابری (>) میان اعداد حقیقی: اگر x <y ، آنگاه لزوماً y کوچکتر از x نیست. درحالی‌که، رابطه "کوچکتر یا برابر" (≤) نامتقارن نیست چراکه وارونه رابطه x ≤ x می شود x ≤ x و هر دو درست اند. هر رابطه ای که در آن x R x برای برخی از x ها درست باشد، نامتقارن نیست.
عدم تقارن رابطه متقارن نیست: رابطه "کوچکتر یا برابر" نمونه است از رابطه ای که نه متقارن است و نه نامتقارن. رابطه تهی تنها رابطه است که از نظر پوچی هم متقارن است و هم نامتقارن.

## ویژگی ها
- یک رابطه نامتقارن است اگر و تنها اگر پادمتقارن باشد و بازتابی هم نباشد.[۲]
- یک رابطه ترایا نامتقارن است اگر و تنها اگر بازتابی نباشد.[۳]